# Walter von Molo
Walter von Molo, född den 14 juni 1880 i Sternberg, Mähren, död den 27 oktober 1958 i Hechendorf vid Murnau am Staffelsee, var en tysk författare.
von Molo var först maskintekniker, från 1904 i österrikisk statstjänst, men levde från 1915 som författare i Berlin. Hans tidigare arbeten var skildringar från Wien, präglade av skarp iakttagelse; nämnas kan Die törichte Welt (1910), Der gezähmte Eros (1911) och Totes Sein (samma år). Större uppmärksamhet väckte först hans stora Schillerroman i fyra delar, Ums Menschentum (1912), In Titanenkampf (1913), Die Freiheit (1914) och Den Sternen zu (1915), stort anlagd och intensivt genomförd. Ytterligare en stor historisk roman fullbordade han med Ein Volk wacht auf (3 delar, 1918) och dessutom skrev han smärre romaner och ett stort antal skådespel (Der Infant der Menschheit, 1913, Der Hauch im all, 1920, med flera).